# Scottish Crime and Drug Enforcement Agency
Die Scottish Crime and Drug Enforcement Agency (SCDEA, engl.: Schottische Verbrechens- und Betäubungsmittelvollzugsbehörde) war eine Sonderpolizei im Vereinigten Königreich. Ihr Zuständigkeitsbereich war auf Schottland beschränkt. Sie war zuständig für die Zerschlagung und Auflösung von Banden auf dem Gebiet der organisierten Kriminalität, indem sie die Nachfrage nach Produkten solcher Banden reduziert und ihre Gewinne abschöpft. Sie hatte ihren Sitz in Paisley.
Trotz des gegenteiligen Namens war sie keine Polizeibehörde, sondern eine eigenständige Polizei. Im schottischen Polizeisystem stand sie neben den Territorialpolizeien und war keiner anderen angegliedert oder unterstellt, gleichwohl hatten ihre Bediensteten in weiten Bereichen dieselben Rechte.  Wie andere schottische Polizeien unterstand sie dem zuständigen Minister durch die Scottish Police Services Authority. Der Direktor unterstand dem zuständigen schottischen Minister und war dem schottischen Parlament in finanziellen und Verwaltungsangelegenheiten verantwortlich. Einige Aufgaben wurden in Zusammenarbeit mit der Serious Organised Crime Agency wahrgenommen, die im gesamten Vereinigten Königreich Aufgaben wahrnahm. Für einige Aufgaben benötigte die Serious Organised Crime Agency aber die Genehmigung der SCDEA oder des Lord Advocate.

## Organisation
Die SCDEA wurde von einem Generaldirektor (Director General) und dem Stellvertretenden Generaldirektor (Deputy Director General) geleitet. Sie waren Mitglieder der Association of Chief Police Officers in Scotland und bildeten das Herzstück der Policy Group welche als Exekutive der SCDEA arbeitete.
Daneben war die SCDEA in verschiedene Abteilungen aufgeteilt:
- SCDEA Interventions (alte Bezeichnung: Drugs Strategy Unit) (Betäubungsmittel)
- Scottish Money Laundering Unit (Geldwäsche)
- Scottish Witness Protection Unit (Zeugenschutz)
- e-crime Unit (Scotland) (Straftaten im Zusammenhang mit elektronischer Technologie jeder Art)

## Geschichte
Die SCDEA wurde am 1. April 2001 unter dem Namen Scottish Drug Enforcement Agency (SDEA) gegründet und erhielt ihre derzeitigen Namen im Mai 2006 durch den Police, Public Order and Criminal Justice (Scotland) Act 2006. Durch dieses Gesetz wurden auch die Befugnisse festgelegt.
Ein Gesetz des schottischen Parlaments, der Police and Fire Reform (Scotland) Act 2012, schuf den Police Service of Scotland – besser bekannt als Police Scotland – mit Wirkung zum 1. April 2013. Diese fusionierte die acht regionalen Polizeikräfte in Schottland, zusammen mit der Scottish Crime and Drug Enforcement Agency, zu einem einzigen Dienst für ganz Schottland.